# Sylvain Auguste de Marseul
Sylvain-Augustin de Marseul est un entomologiste français, né le 21 janvier 1812 à Fougerolles-du-Plessis et mort le 16 avril 1890 à Paris.

## Biographie
L’abbé de Marseul enseigne au Petit séminaire de Paris de 1833 à 1836 puis il dirige le noviciat de la congrégation de Notre-Dame de Sainte-Croix au Mans. En 1842, il fonde à Laval un collège puis de 1850 à 1853, il enseigne de nouveau à Paris à l'Institution Sainte-Marie, rue Bonaparte. En 1854, il quitte l'enseignement pour partir pour l'Amérique où il reste huit mois. Il y découvre l’entomologie avec John Lawrence Le Conte.

## Travaux

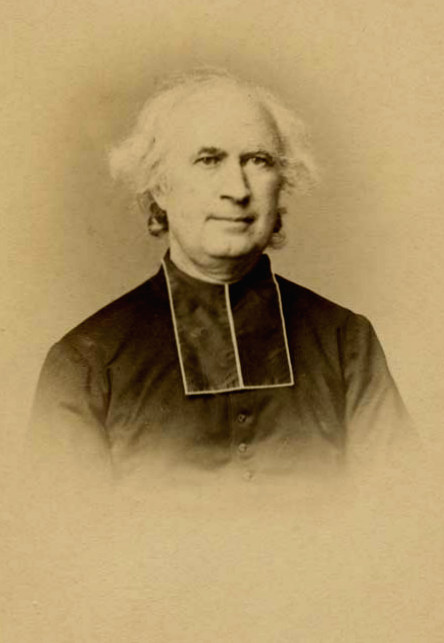
Portrait de l'abbé Sylvain Augustin de Marseul

L’abbé de Marseul est l’auteur de nombreuses publications. Il fonde en 1864 la revue consacrée aux coléoptères et nommée L’Abeille dont il publiera 26 volumes. À sa mort, la revue sera reprise par Bedel (1849-1922) puis par Jeannel (1879-1965). L’abbé de Marseul écrit des articles sur l’histoire des débuts de l’entomologie française, parus dans la revue L’Abeille sous le titre générique des Entomologistes et de leurs écrits (1882 à 1887).
La grande contribution de l'abbé de Marseul concerne la famille des Histeridae (Coleoptera, Histeroidea) ce qui fait de lui une figure essentielle, un maître pour les histéridologues.
On ne peut ignorer l'importance de son Essai monographique sur la famille des Histérides suivi d'un Supplément, parus dans les Annales de la Société entomologique de France, de 1853 à 1863.
Il définit également en 1863 dans l'ordre des Coléoptères la tribu des Tropiphorini de la famille des Entiminae.
Sa collection est conservée par le Muséum national d'histoire naturelle à Paris et sa bibliothèque par la Société entomologique de France dont il était membre depuis 1835 et dont il fut élu président en 1871.

## Liste partielle des publications

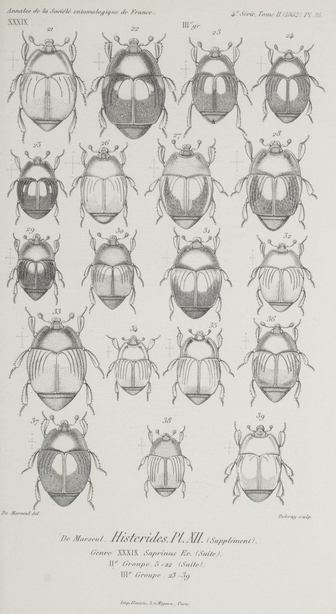
Page de dessins de S A. de Marseul. Planche XII du Supplément à la monographie des Histérides (1860-1863)

- 1839 : Éléments d'arithmétique raisonnée, à l'usage des frères de Saint-Joseph, Périsse frères, Paris et Lyon ;
- 1853-1863: Essai monographique sur la famille des Histérides comprenant la description et la figure au trait des genres et des espèces, leur distribution méthodique, avec un résumé de leurs mœurs et de leur anatomie. Annales de la Société entomologique de France, (3) 1: 131-160 et 177-294 -- 1854 (3) 2: 161-311 et 525-592 -- 1954 (1853) (3) 1: 447-553. --1855 (3) 3: 83-165, 327-506 et 677-758.-- 1855 (1854) (3) 2: 671-707. -- 1856 (3) 4: 97-144, 259-283 et 549-628. -- 1857 (3) 5: 109-167 et 397-516. Suivi d'un supplément à la monographie des Histérides: 1860 (3) 8: 581-610. -- 1861 (4) 1: 141-184. -- 1861 (1860) (3) 8: 835-866. -- 1862 (4) 2: 5-48 et 437-516. -- 1862 (1861) (4) 1: 509-566. -- 1863 (1862) (4) 2: 669-720.
- 1857 : Catalogue des coléoptères d'Europe (Paris) ;
- 1863 : Catalogue des coléoptères d'Europe et du bassin de la Méditerranée en Afrique et en Asie, A. Deyrolle, Paris ;
- 1866 : Catalogus coleopterorum Europae et confinium, A. Deyrolle, Paris.
- 1862: Note relative à l'Hister nigellatus, Annales de la Société entomologique de France, p. XXXIX.
- 1862: Espèces nouvelles d'Histérides appartenant à l'Europe et au bassin de la Méditerranée, Annales de la Société entomologique de France, p. 341-368.
- 1864: Histérides de l'Archipel Malais ou Indo-Australien. L'Abeille, Mémoires d'Entomologie 1: 271-341.
- 1864: Espèces d'Histérides nouvelles ou publiées depuis le supplément à la monographie, appartenant à l'Europe ou au bassin de la Méditerranée. L'Abeille, Mémoires d'Entomologie 1: 341-368.
- 1867: Descriptions d'espèces nouvelles de Buprestides et d'un Histéride du genre Carcinops. Annales de la Société entomologique de France, (4) 7: 47-56.
- 1869: Histérides du sud de l'Afrique recueillis par M. le Dr. Fritsch. Berliner Entomologische Zeitschrift, 13: 288-292.
- 1869: Descriptions d'espèces nouvelles. L'Abeille, Mémoires d'Entomologie 5: 171-218.
- 1870: Description d'espèces nouvelles d'Histérides et Supplément au Catalogue des Histérides, Annales de la Société entomologique de Belgique, 13: 55-158.
- 1871: Descriptions de nouvelles espèces de Coléoptères. Annales de la Société entomologique de France, (5) 1: 79-82.
- 1872: Descriptions d'espèces nouvelles. L'Abeille, Mémoires d'Entomologie(1871) 8: 413-420.
- 1873: Coléoptères du Japon recueillis par M. Georges Lewis. Enumération des Histéridés et des Hétéromères avec la description des espèces nouvelles. Annales de la Société entomologique de France, (5) 3: 219-230.
- 1875: Nouvelles et faits divers de l'Abeille. N° 9: Mélanges (suite). L'Abeille, Journal d'Entomologie(1876) 14: XXXV-XXXVI.
- 1875: Diagnoses de nouvelles espèces d'Histérides de Barbarie, Annales de la Société entomologique de France, p. CIII.
- 1876: Nouvelles et faits divers de l'Abeille. Deuxième série. N° 10: Mélanges (suite). L'Abeille, Journal d'Entomologie(1878) 16: 38-40.
- 1877: Anthicides recueillis par C.Van Volxem, dans son voyage en Portugal, en Andalousie et dans la partie boréale du Maroc, en 1871, Annales de la Société entomologique de Belgique, t. XXI.
- 1879: Enumération des Histérides rapportés de l'archipel Malais, de la Nouvelle-Guinée et de l'Australie boréale par MM. le professeur Beccari et L. d'Albertis, Annali del Museo civico di Storia naturale di Genova, t. XIV, p. 254-286.
- 1879: (New taxa). In: Marseul S.A., Oliveira P. Etudes sur les insectes d'Angola qui se trouvent au Muséum National de Lisbonne. Fam. Histeridae. Jornal de Sciencias Matematicas, Fisicas e Naturais, publicado sob os Auspicios de Academia Real das Sciencias de Lisboa, 25: 3-6.
- 1880: Addition à l'énumération des Histérides rapportés de l'Archipel Malais, de la Nouvelle-Guinée et de l'Australie boréale par MM. le prof. O. Beccari et L.M. D'Albertis. Annali del Museo civico di Storia naturale di Genova, t. XVI, (1880-1881): 149-160.
- 1881: Histérides nouveaux. Annali del Museo civico di Storia naturale di Genova, t. XVI, (1880-1881): 617-619.
- 1882: A new African species of the coleopterous genus Hister. Notes from the Leyden Museum, 4: 125-126.
- 1883: Trois nouvelles espèces de Coléoptères trouvées à Nice dans les tabacs par M. Antoine Grouvelle. Bulletin de la Société entomologique de France, 1883: Ixvii-Ixix.
- 1884: Description de deux espèces nouvelles d'Histérides et d'Anthicides de Sumatra. Notes from the Leyden Museum, 6: 161-164.
- 1886: Histérides et Anthicides nouveaux du Musée de Leyde. Notes from the Leyden Museum, 8: 149-154.
- 1887: Descriptions de nouvelles espèces d'Histérides propres au Brésil (1re partie). Bulletin de la Société entomologique de France, 1887: cxviii-cxix.idem (2e partie):cxxv-cxxvi.
- 1887: Descriptions de trois nouvelles espèces d'Histérides du genre Phelister. Bulletin de la Société entomologique de France, 1887: cxlvii-cxlviii.
- 1889: Descriptions de nouvelles espèces d'Histérides du genre Phelister (1re partie). Bulletin de la Société entomologique de France, 1889: cxxvi-cxxviii. Idem (2e partie): cxxxviii-cxl. Idem (3e partie): cxlvi-cxlvii.

## Sources
- René de la Perraudière (1891). Notice nécrologique sur l'abbé S.-A.de Marseul, Ann.Soc.Ent.fr: janvier 1891. Séance du 24 décembre 1890.
- Jean Lhoste (1987). Les Entomologistes français. 1750-1950. INRA Éditions : 351 p.
- Jean Gouillard (2004). Histoire des entomologistes français, 1750-1950. Édition entièrement revue et augmentée. Boubée (Paris) : 287 p.  (ISBN 2-85004-109-2)
- Slawomir Mazur (2011). A concise catalogue of the Histeridae (Insecta: Coleoptera). Warsaw University of Life Sciences -- SGGW Press. 332 pages.